# Of the Wand & the Moon:
:Of the Wand & the Moon: ist ein Neofolk-Projekt des dänischen Musikers Kim Larsen (ehem. Saturnus).

## Stil

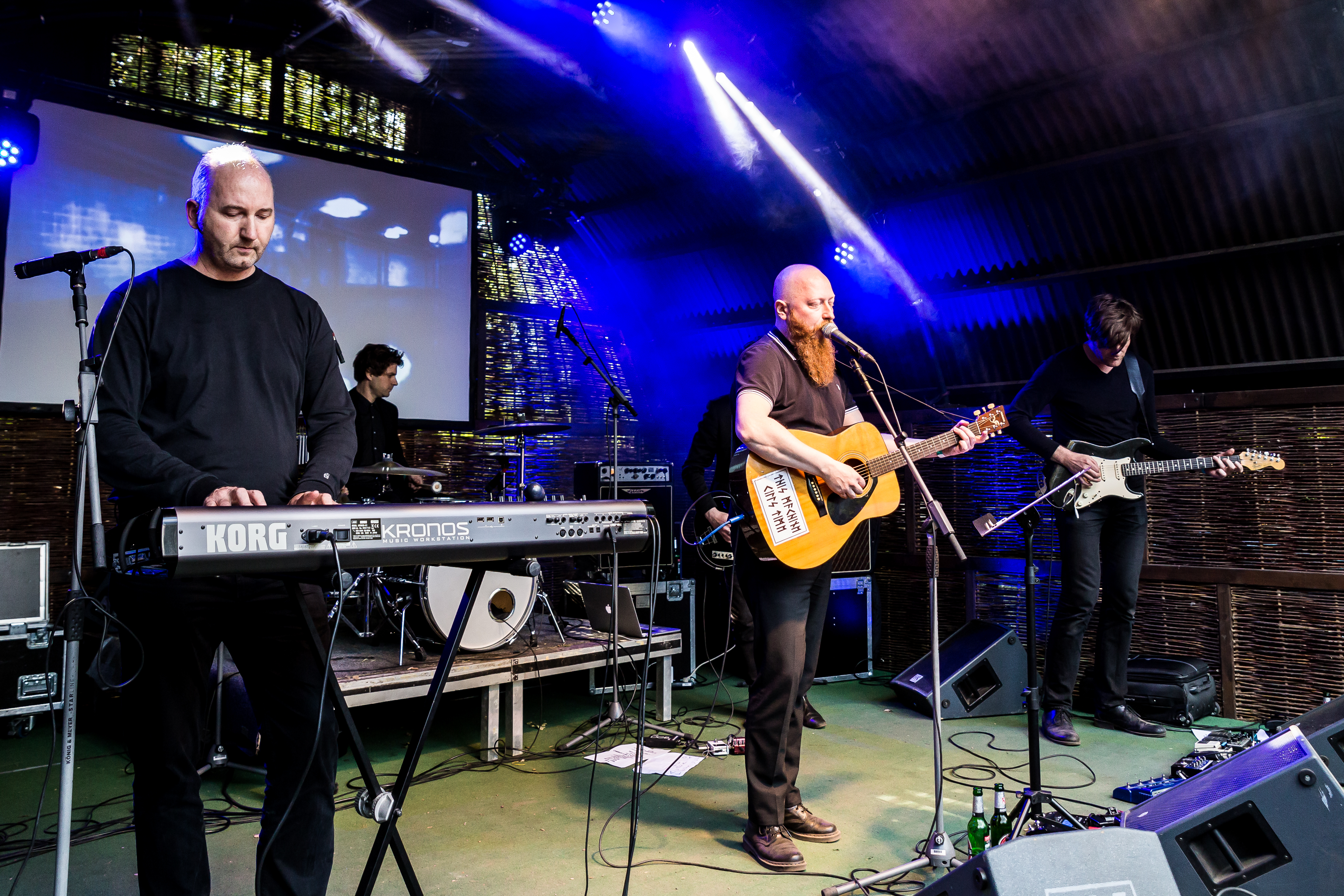
Of The Wand And The Moon - Livekonzert im Jahr 2017

Die Musik von :Of the Wand & the Moon: ist durch die Klänge von Akustik-Gitarre und Keyboard sowie einer oftmals flüsternd dargebrachten Form des Gesangs geprägt. Häufig kommen verschiedene weitere Instrumente zum Einsatz, wie zum Beispiel Flöte, Cello, verschiedene Trommeln und Glocken, Akkordeon, Bass oder Violine.
Ebenfalls lassen sich vereinzelt auch starke Dark-Ambient-Einflüsse feststellen.
Unterstützt wird Larsen regelmäßig von vielen Gastmusikern, wie zum Beispiel Albin Julius (Der Blutharsch) und John van der Lieth (Sonne Hagal). Die Texte sind meist englisch, teilweise auch isländisch und deutsch und behandeln Themen wie Runen, nordische Mythologie und Naturromantik.
:Of The Wand And The Moon: haben häufig Auftritte auf dem Wave-Gotik-Treffen in Leipzig (2001, 2003, 2006, 2009, 2012).
Das Album Sonnenheim erschien erstmals auf Kim Larsens eigenem Label Heiðrunar Myrkrunar.

## Diskografie

### Alben
- 1999: Nighttime Nightrhymes
- 2001: :Emptiness:Emptiness:Emptiness:
- 2003: Lucifer
- 2005: Sonnenheim
- 2011: The Lone Descent
- 2019: Bridges Burned and Hands of Time
- 2021: Your Love Can't Hold This Wreath of Sorrow

### Singles
- 2000: Sól ek sà
- 2001: I Crave for You
- 2001: My Black Faith
- 2005: Hail Hail Hail
- 2010: It’s Like Dying on Christmas Day
- 2021: Nothing for Me Here

### Sonstiges
- 2001: Bringing Light & Darkness (Split-Schallplatte mit Sol Invictus)
- 2003: :1998–2003: (Box-Set mit 3 Schallplatten und 2 CDs)
- 2005: Midnight Will Re-issue (EP)